# Merag
Merag je vas na vzhodni obali otoka Cres, ki upravno spada pod mesto Cres; le-ta pa spada pod Primorsko-goransko županijo. Danes je znana predvsem po bližnjem istoimenskem trajektnem pristanišču, ki omogoča redno povezavo z otokom Krk (Valbiska). Na pomolu stoji svetilnik, ki oddaja svetlobni signal: Z Bl 3s.
Ob robu vasi stoji renesančna cerkev Sv. Ivana. Da so se prebivalci vasi v preteklosti ukvarjali z ovčerejo, priča tudi simbolična podoba ovce na brezimnem talnem cerkvenem nagrobniku. Nedaleč od vasi je velika kraška udornina, t. i. Jama, ki je dobro vidna iz pristanišča.
Na hribu nad Meragom stojijo ruševine cerkvice Sv. Bartolomeja . Na tem mestu je že v bronasti dobi stalo s kamnitim zidom ograjeno naselje, kasneje pa so področje naselili Liburni. Naselbina je obstajala še v rimski dobi. Na mestu, kjer je bila postavljena Bartolomejeva cerkev, so pred tem častili pastirske bogove (Silvan).

## Demografija
| Pregled števila prebivalcev po letih | Pregled števila prebivalcev po letih | Pregled števila prebivalcev po letih | Pregled števila prebivalcev po letih | Pregled števila prebivalcev po letih | Pregled števila prebivalcev po letih | Pregled števila prebivalcev po letih | Pregled števila prebivalcev po letih | Pregled števila prebivalcev po letih | Pregled števila prebivalcev po letih | Pregled števila prebivalcev po letih | Pregled števila prebivalcev po letih | Pregled števila prebivalcev po letih | Pregled števila prebivalcev po letih | Pregled števila prebivalcev po letih |
| ------------------------------------ | ------------------------------------ | ------------------------------------ | ------------------------------------ | ------------------------------------ | ------------------------------------ | ------------------------------------ | ------------------------------------ | ------------------------------------ | ------------------------------------ | ------------------------------------ | ------------------------------------ | ------------------------------------ | ------------------------------------ | ------------------------------------ |
| 1857                                 | 1869                                 | 1880                                 | 1890                                 | 1900                                 | 1910                                 | 1921                                 | 1931                                 | 1948                                 | 1953                                 | 1961                                 | 1971                                 | 1981                                 | 1991                                 | 2001                                 |
| 22                                   | 22                                   | 51                                   | 42                                   | 64                                   | 86                                   | 0                                    | 0                                    | 106                                  | 84                                   | 50                                   | 2                                    | 0                                    | 0                                    | 3                                    |